# Karolt
A Karolt török eredetű régi magyar női név, jelentése: fekete menyét.

## Gyakorisága
Az 1990-es években szórványos név, a 2000-es években nem szerepel a 100 leggyakoribb női név között.

## Névnapok
ajánlott névnap:
- május 9.[2]
- november 4.[2]